# Severní Pohjanmaa
Severní Pohjanmaa či Severní Ostrobotnie (finsky Pohjois-Pohjanmaa, švédsky Norra Österbotten) je provincie ve Finsku. Sousedí s provinciemi Střední Pohjanmaa, Laponsko, Kainuu, Severní Savo a Střední Finsko. Na východě má společnou hranici s Ruskem a na západě ji omývá Botnický záliv. Střediskem je město Oulu. Stejně jako další finské provincie, má i Satakunta určené své symboly z ptačí říše, flóry, zvířat, ryb a hornin. Jsou jimi jeřáb popelavý, rojovník bahenní, lasice hranostaj, síh severní a svor.
Provincie se rozkládá na 39 192 km² a žije v ní přes 400 000 lidí. Západ kraje tvoří nížina, východ vysočina s nejvyšší horou Valtavaara (492 m n. m.). Největší řekou je Ii a největším jezerem Pyhäjärvi (126 km²). Na území kraje se částečně nalézají národní parky Syöte a Oulanka.

## Obce

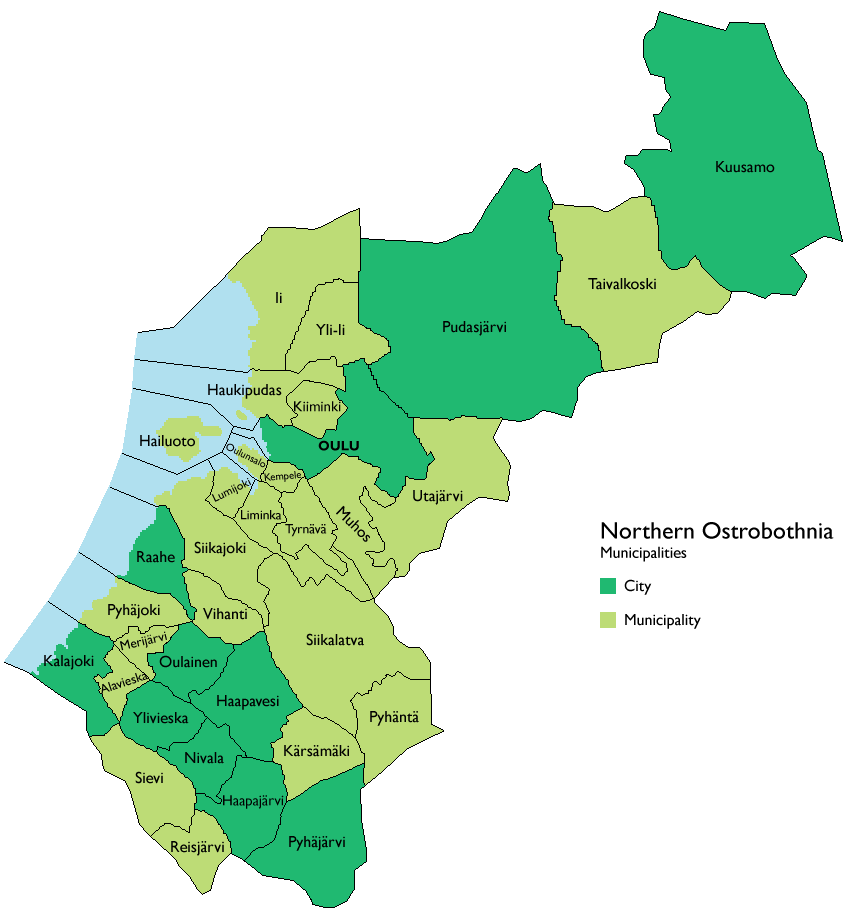
obce v kraji Severní Pohjanmaa

K lednu 2021 se provincie skládala z 30 obcí. 11 z nich mělo status města (ty jsou zvýrazněny tučným písmem). Všechny obce byly seskupeny do sedmi okresů (tzv. seutukunta).
- Alavieska
- Haapajärvi
- Haapavesi
- Hailuoto
- Ii
- Kalajoki
- Kempele
- Kuusamo
- Kärsämäki
- Liminka
- Lumijoki
- Merijärvi
- Muhos
- Nivala
- Oulainen
- Oulu
- Pudasjärvi
- Pyhäjoki
- Pyhäjärvi
- Pyhäntä
- Raahe
- Reisjärvi
- Sievi
- Siikajoki
- Siikalatva
- Taivalkoski
- Tyrnävä
- Utajärvi
- Vaala
- Ylivieska